# Kolej krzesełkowa na Chełm
Kolej krzesełkowa na Chełm – kolej krzesełkowa z krzesełkami 1-osobowymi, z Myślenic (Zarabie) na Chełm w Paśmie Lubomira i Łysiny. Funkcjonuje w ramach Stacji Narciarskiej Zarabie Sport w Myślenicach. Operatorem kolei jest Stacja Narciarska Myślenice.

## Historia
Pierwsza kolej została uruchomiona na stoku Chełmu 31 stycznia 1989. Budowę, trwającą 10 miesięcy, realizował krakowski „Mostostal”. Oficjalne przekazanie kolei do eksploatacji nastąpiło 23 lutego 1989. Długość trasy pokonywanej przez krzesełka w ciągu 18–20 minut wynosi ponad 2 km, przy różnicy wzniesień 305 m. Do 2010 dzięki kolei góra Chełm była głównym polskim ośrodkiem downhillu, a w Myślenicach odbywał się m.in. Puchar Polski w tej dyscyplinie sportu. Po trwającej blisko dwa lata przerwie, kolej została ponownie uruchomiona w 2011.

## Dane techniczne kolei 1-osobowej
| Kolej krzesełkowa                     | na Chełm  |
| ------------------------------------- | --------- |
| Długość trasy [m]                     | 2029      |
| Poziom stacji dolnej [m n.p.m.]       | 304,5     |
| Poziom stacji górnej [m n.p.m.]       | 610,0     |
| Różnica poziomów [m]                  | 305,5     |
| Podpory trasowe                       | 23        |
| Typ krzesełek                         | 1-osobowe |
| Liczba krzesełek                      | 254       |
| Zdolność przewozowa [osób na godzinę] | 460       |

W 2006 na tym samym stoku oddano do użytku kolej krzesełkową „Chełm K2” z krzesełkami 4-osobowymi. Konstrukcja firmy Doppelmayr ma długość 770 m. Obecnie stacja narciarska to - oprócz kolei - m.in. dwie oświetlone, naśnieżane i ratrakowane trasy o długościach 850 i 1100 m, wyciąg talerzykowy, szkoła narciarsko - snowboardowa i wypożyczalnia sprzętu.
Aktualnym (2019) właścicielem całego ośrodka jest Myślenice Sport Arena sp. z o.o.